# Maicon Douglas Sisenando
Maicon Douglas Sisenando, mais conhecido apenas como Maicon[carece de fontes?] (Novo Hamburgo, 26 de julho de 1981) é um ex-futebolista brasileiro que atuava como lateral-direito.
Maicon teve uma grande passagem pela Seleção Brasileira, de 2003 até 2014, e também por clubes europeus, principalmente pela Inter de Milão, onde teve seu auge da carreira.

## Clubes

### Cruzeiro
Maicon iniciou sua carreira profissional no Cruzeiro, em 2001, mas antes de chegar no clube mineiro, onde também defendeu como juvenil, jogou nas categorias de base do Grêmio, porém negado pelo técnico das categorias do clube gaúcho na época, Maicon recebeu a chance de iniciar sua carreira jogando nas categorias de base do Tigre, o Criciúma, onde seu pai Manoel Sisenando era técnico.
O jogador participou de várias conquistas do Cruzeiro, entre elas, a Tríplice Coroa, onde o clube de Belo Horizonte ganhou o Campeonato Mineiro, a Copa do Brasil e o Campeonato Brasileiro no ano de 2003.

### Monaco
Depois de destacar-se no Cruzeiro, em 2004, o atleta foi para a Europa, onde jogou pelo Monaco, da França.

### Internazionale

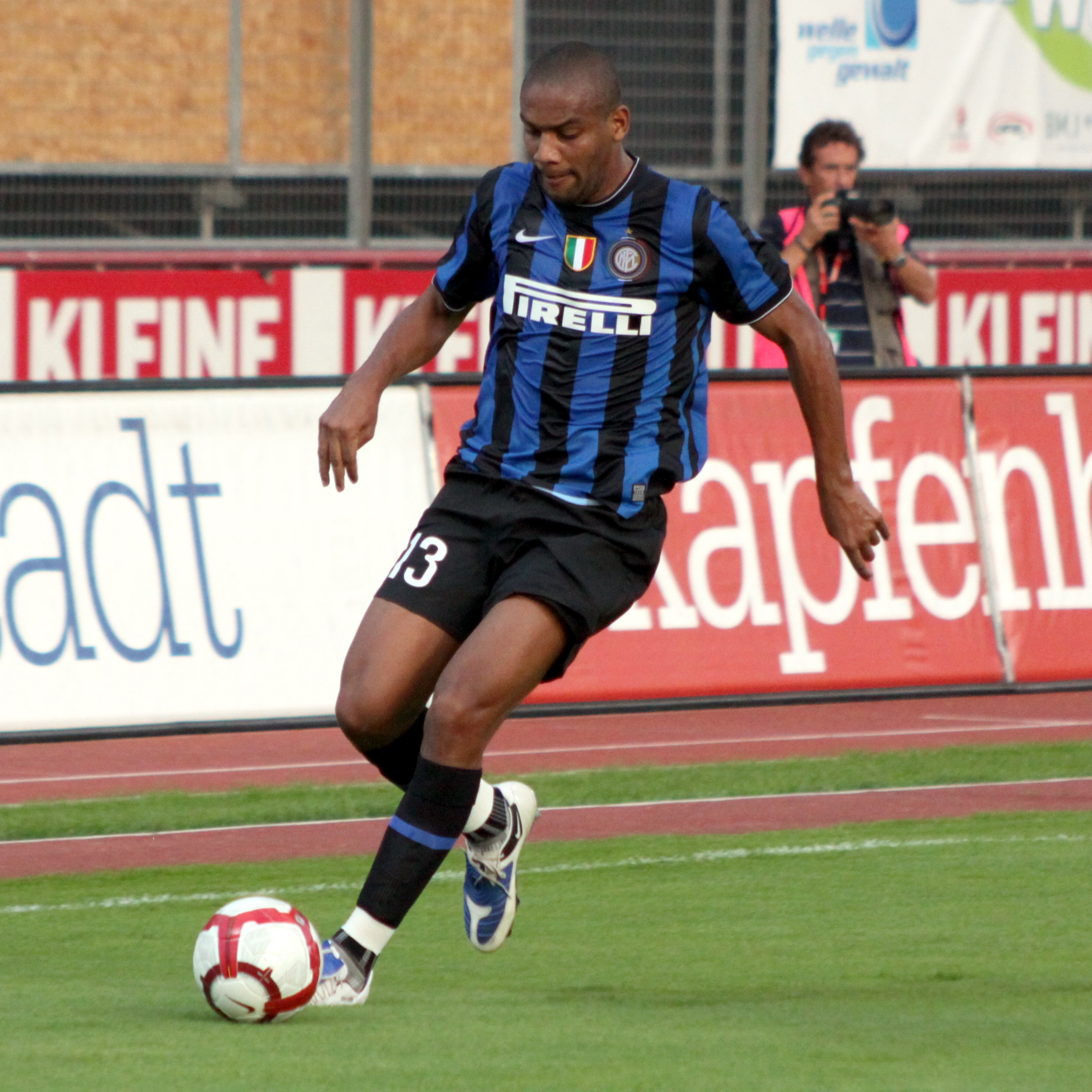
Maicon pela Inter em 2009.

Após duas temporadas no clube francês, Maicon foi para o futebol italiano onde, deste então, defendeu a Internazionale.
Em 26 de agosto de 2010, Maicon foi eleito o melhor defensor do futebol europeu na temporada 2009-10. Ele recebeu o prêmio na cerimônia de sorteio dos grupos da Liga dos Campeões 2010-11.

### Manchester City
Em 31 de agosto de 2012, Maicon assinou um contrato com o Manchester City por 3,5 milhões de euros, para vestir a camisa número 3. Maicon fez sua estreia em 15 de setembro, em um empate por 1 a 1 contra o Stoke City. Ele fez sua estreia em casa, em uma vitória por 2 a 1 contra o Tottenham Hotspur em 11 de novembro, substituindo Matija Nastasić no segundo tempo.

### Roma
Sem espaço no Manchester City, Maicon foi liberado e acertou com a Roma.
Após três temporadas na Roma, seu contrato acabou encerrando-se e o clube italiano não renovou.

### Avaí
Após passar algum período treinando no Botafogo apenas para manter a forma física, sem interesse de contratação do clube Carioca, Maicon acertou sua ida ao Avaí para a disputa do Brasileirão 2017. No dia 25 de maio de 2017, Maicon em cima da hora disse que não iria acertar com o Avaí para ir para um clube dos Estados Unidos, porém, um dia depois, no dia 26, Maicon voltou atrás e disse sim ao Avaí. No dia 31 de maio de 2017, Maicon assinou com o Avaí.
No dia 9 de junho de 2017, teve seu nome publicado no BID (Boltim Informativo Diário) da CBF, estando disponível para o treinador Claudinei Oliveira. No dia 21 de junho de 2017, Maicon estreou com a camisa do Avaí, não tendo uma estreia muito infeliz, já que marcou um gol contra na derrota por 3x0 diante do Fluminense.
No dia 27 de agosto de 2017, fez apenas sua segunda partida pelo Avaí, contra a Chapecoense na vitória por 1x0 com gol de Joel, entrando no segundo tempo e tendo uma boa atuação.

Eu estou bem, feliz em fazer parte do grupo, galera me recebeu bem. Vou trabalhar dia a dia, quando tiver a oportunidade, vou ajudar o Avaí. O objetivo ainda está muito longe de ser alcançado, mas essa vitória foi grandiosa. Era de suma importância vencer aqui e conseguimos. A gente teve três jogos e não perdemos nenhum no returno. Mas é muito cedo ainda para falar, temos que comemorar o resultado de hoje e trabalhar firme e forte. Com os pés no chão, porque não vai ser fácil, temos 15 dias até o jogo com o Sport, não vai ser fácil— Falou Maicon.
No dia 26 de novembro de 2017, Maicon marcou seu primeiro gol com a camisa do Avaí, que garantiu a vitória sobre o Atlético Paranaense por 1x0.

### Criciúma
No dia 1 de janeiro de 2019, Maicon foi contratado pelo Criciúma, clube no qual se criou na base, assinando até o fim de 2019.

### Aposentadoria
Fez sua despedida dos gramados em 7 de maio de 2023, durante um jogo festivo no Estádio Heriberto Hülse, em Criciúma.

## Seleção Brasileira

### Base
O jogador disputou competições importantes por seleções inferiores do Brasil, como o Campeonato Mundial Sub-20 de 2001, a Copa Ouro de 2003 e o Torneio Pré-Olímpico Sul-Americano Sub-23.

### Principal

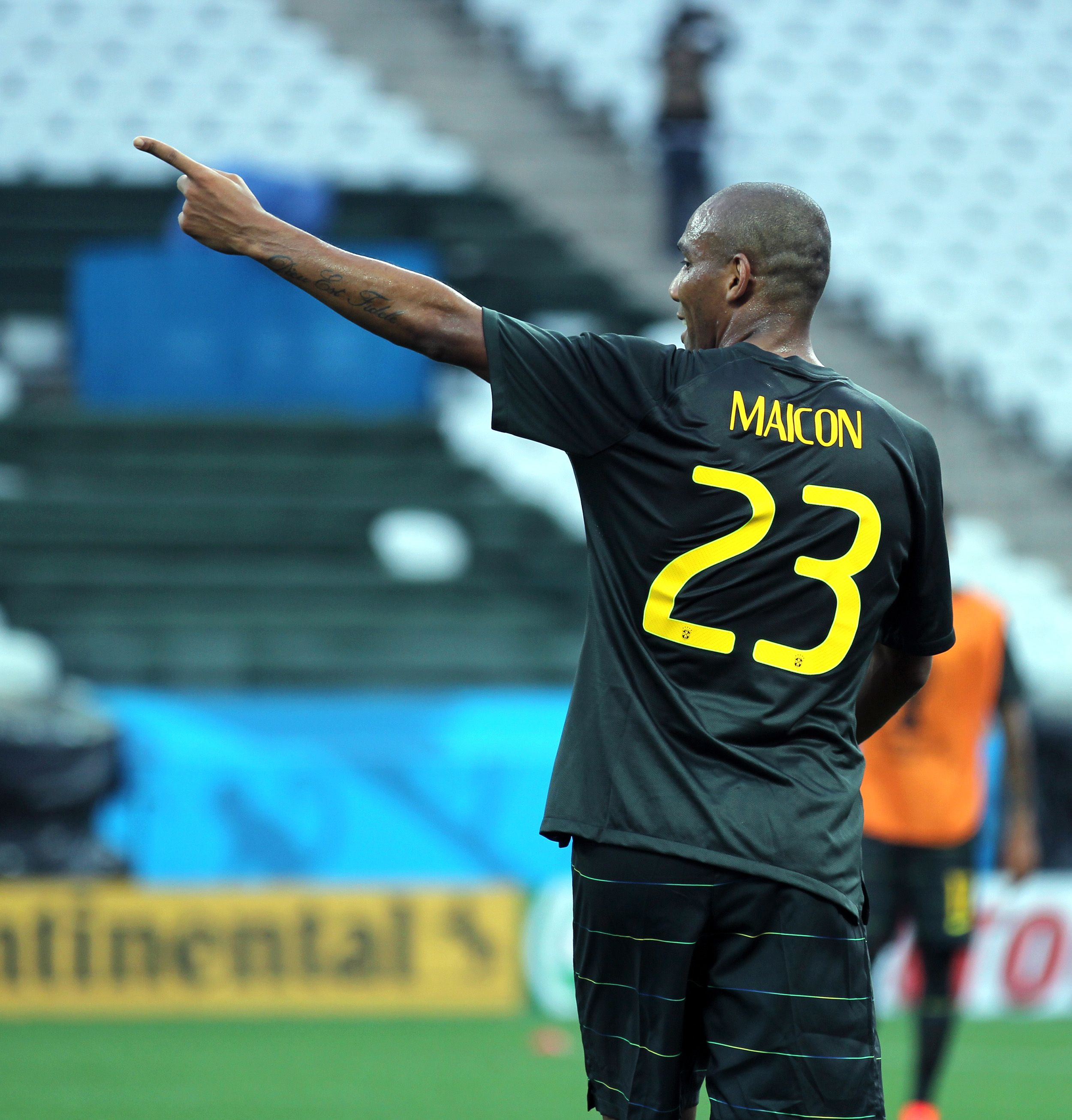
Maicon em um treino pelo Brasil em 11 de junho de 2014.

Em 2004, Maicon passou a ser convocado para defender a Seleção Brasileira principal. Apesar de ter participado das conquistas da Copa América de 2004 e da Copa das Confederações de 2005, o atleta não foi convocado para a Copa do Mundo de 2006.
No ciclo para a Copa do Mundo de 2010, Maicon conquistou novamente a Copa América, em 2007, e a Copa das Confederações, em 2009; e foi um das principais armas ofensivas da equipe treinada por Dunga, liderando o Brasil em assistências nas Eliminatórias da Copa do Mundo FIFA de 2010, com seis passes para o gol.
Titular na Copa do Mundo de 2010, Maicon marcou o primeiro gol do Brasil na competição na vitória por 2 a 1 sobre a Coreia do Norte.
Foi convocado para a Copa do Mundo de 2014.
Após o fracasso na Copa do Mundo de 2014, e com a chegada de Dunga como novo técnico da Seleção Brasileira, foi convocado para dois amistosos, contra a Colômbia 5 de setembro de 2014 e contra o Equador 9 de setembro de 2014. Após jogar como titular na partida contra a Colômbia (onde o Brasil ganhou por 1 a 0), Maicon foi cortado da Seleção por motivos disciplinares. Envolvidos na polêmica, também estavam os jogadores Elias e Oscar, mas que não foram cortados da Seleção.

## Vida pessoal
Maicon nasceu em Novo Hamburgo, no Rio Grande do Sul, porém, quando criança, ele e sua família se estabeleceram em Criciúma, no estado de Santa Catarina, no bairro Vila Zuleima. Até hoje, sua família reside em Criciúma, onde nas férias, Maicon visita a região.
O nome de Maicon foi sugerido por sua mãe, que deu ao filho o nome de Maicon Douglas em homenagem ao ator estadunidense Michael Douglas, assim como seu irmão Marlon, que é uma homenagem ao também ator estadunidense Marlon Brando, falecido em 2004.

## Estatísticas

### Seleção
| Ano   |       |      |
| Ano   | Jogos | Gols |
| ----- | ----- | ---- |
| 2003  | 5     | 1    |
| 2004  | 5     | 0    |
| 2005  | 2     | 0    |
| 2006  | 6     | 0    |
| 2007  | 15    | 2    |
| 2008  | 9     | 1    |
| 2009  | 13    | 1    |
| 2010  | 8     | 1    |
| 2011  | 3     | 0    |
| 2013  | 5     | 1    |
| 2014  | 6     | 0    |
| Total | 77    | 7    |

#### Gols pela Seleção
| Data                   | Local                        | Adversário      | Placar | Resultado | Competição                     |
| ---------------------- | ---------------------------- | --------------- | ------ | --------- | ------------------------------ |
| 15 de julho de 2003    | Cidade do México, México     | Honduras        | 1–0    | 2–1       | Copa Ouro da CONCACAF de 2003  |
| 10 de julho de 2007    | Maracaibo, Venezuela         | Uruguai         | 1–0    | 2–2       | Copa América de 2007           |
| 22 de agosto de 2007   | Montpellier, França          | Argélia         | 1–0    | 2–0       | Amistoso                       |
| 19 de novembro de 2008 | Brasília, Brasil             | Portugal        | 3–1    | 6–2       | Amistoso                       |
| 18 de junho de 2009    | Pretória, África do Sul      | Estados Unidos  | 3–0    | 3–0       | Copa das Confederações de 2009 |
| 15 de junho de 2010    | Johannesburgo, África do Sul | Coreia do Norte | 1–0    | 2–1       | Copa do Mundo de 2010          |
| 16 de novembro de 2013 | Miami, Estados Unidos        | Honduras        | 3–0    | 5–0       | Amistoso                       |

## Títulos
Cruzeiro
- Copa Sul-Minas: 2001, 2002
- Campeonato Mineiro: 2002, 2003, 2004
- Copa do Brasil: 2003
- Campeonato Brasileiro: 2003

Internazionale
- Campeonato Italiano: 2005–06, 2006–07, 2007–08, 2008–09, 2009–10
- Supercopa da Itália: 2006, 2008, 2010
- Copa da Itália: 2009–10, 2010–11
- Liga dos Campeões da UEFA: 2009–10
- Mundial de Clubes da FIFA: 2010

Seleção Brasileira
- Copa América: 2004, 2007
- Copa das Confederações: 2005, 2009

## Prêmios individuais
- Seleção da Copa Ouro da CONCACAF: 2003
- Seleção da Copa das Confederações FIFA: 2009
- Melhor defensor pela UEFA: 2009–2010
- Seleção da Copa do Mundo FIFA: 2010
- Troféu Samba de Ouro: 2010
- Time do Ano da UEFA: 2010